# Laurent-Désiré Kabila
Laurent-Désiré Kabila (27. listopadu 1939, Baudouinville – 16. ledna 2001, Kinshasa) byl prezident Konžské demokratické republiky od května 1997, kdy svrhl Mobutua Sese Seko, až do své násilné smrti v lednu 2001. Prezidentský úřad po něm převzal jeho syn Joseph Kabila.

## Životopis
Kabila se narodil v Jadotville (dnešní Likasi) v provincii Katanga Belgického Konga. Vystudoval politickou filozofii ve Francii a v Tanzanii.
V 60. letech bojoval v mládežnických oddílech Patrice Lumumby proti katangským separatistům vedeným Moisem Tshombem. Po Lumumbově smrti se Kabila zapojil do protimobutuovských sil. Vedl například útok povstalců z tanzanské Kigomy. V tomto období krátce spolupracoval i s Che Guevarou, který však Kabilu považoval za nespolehlivého. Povstání bylo brzy potlačeno.
V roce 1967 se Kabila se svými bojovníky přesunul do hornaté oblasti Fizi Baraka v Jižním Kivu, kde založil Lidovou revoluční stranu (LRS). Za podpory Čínské lidové republiky v Jižní Kivu vytvořil marxistický stát postavený na kolektivním zemědělství, vydírání a pašování nerostných surovin. V průběhu 70. a 80. let se díky tomu Kabilovi podařilo nashromáždit značné bohatství. V tomto období se navíc postupně seznámil s Yowerim Musevenim, budoucím prezidentem Ugandy, tanzanským prezidentem Juliem Nyererem a Paulem Kagamem, pozdějším prezidentem Rwandy.

## Prezidentem Konga
V polovině roku 1997 Kabilova ADFL téměř úplně ovládla zemi a pozůstatky Mobutuovy armády. Jeho síly zpomalila pouze zchátralá infrastruktura země; v mnoha oblastech byly jedinými prostředky průjezdu poničené lesní cesty. Po neúspěšných mírových jednáních na palubě jihoafrické lodi SAS Outeniqua uprchl Mobutu dne 16. května 1997 do exilu.
Následujícího dne 17. května 1997 Kabila ze své základny v Lubumbashi vyhlásil vítězství a sebe za prezidenta. Kabila pozastavil ústavu a změnil název země ze Zairu na Demokratickou republiku Kongo - oficiální název země od roku 1964 do roku 1971. Do Kinshasy velkolepě vstoupil 20. května 1997. Přísahu složil 31. května 1997, kdy oficiálně začíná jeho působení ve funkci prezidenta.

## Smrt
Kabila byl zastřelen 16. ledna 2001 členem vlastní ochranky, který byl zabit, když se pak snažil z místa uprchnout. Vláda oznámila Kabilovu smrt veřejnosti až o dva dny později s tím, že podlehl zraněním.
Před zvláštním vojenským soudem pak stanulo 135 lidí; 26 jich bylo v lednu 2003 odsouzeno k smrti (rozsudek však nebyl vykonán), 64 skončilo ve vězení s tresty od 6 měsíců po doživotí, 45 bylo zproštěno obvinění. Jeho nástupcem se stal jeho syn Joseph Kabila.